# Перфекціонізм (філософія)
Перфекціоні́зм (від фр. Perfection — вдосконалення) — переконаність у тому, що вдосконалення, як власне, так і інших людей, є тією метою, до якої має прагнути людина. Передбачається, що шукана досконалість включає, перш за все, чесноти, а також розвиток властивих людині талантів і обдарувань.
Прихильники перфекціонізму іноді вважають, що вдосконалення людини є не тільки його моральним завданням, а й сенсом всієї людської історії.
До прихильників перфекціонізму можна віднести Г. В. Лейбніца, Е. Шефтсбері, М. А. Кондорсе, X. Вольфа, І. Канта, В. Паулі та інших вчених.
Про вдосконалення людини говорять також концепції, розвиваючі ідею надлюдини (Ф. Ніцше, і прихильники марксизму, однак при цьому всі вони пропонують такі засоби досягнення даної мети, з якими ортодоксальні перфекціоністи ніколи б не погодилися).